# ویکرز اف.بی.۱۴
ویکرز اف.بی. ۱۴ (به انگلیسی: Vickers F.B.14) یک هواپیمای ساختِ کارخانهٔ ویکرز در کشور بریتانیا است. نخستین استفاده‌کنندهٔ این هواپیما یکان پروازی پادشاهی بریتانیا بوده‌است. این هواپیما برای نخستین بار در ۱۹۱۶ میلادی مورد استفاده قرار گرفت.